# Záh nemzetség

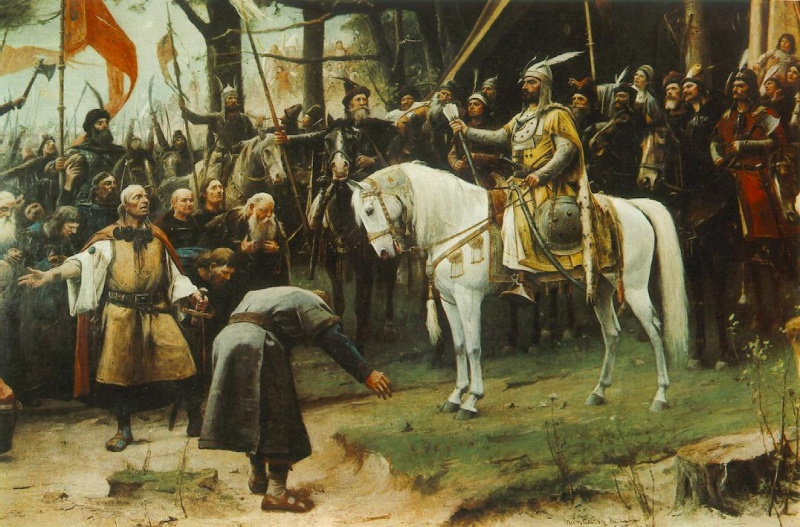

Záh (Zaah, és nem Zács vagy Zách). A 108 honfoglaló nemzetség egyike, mely a Kacsik, a Kartal, a Kökényesradnót és a Tomaj nembeliekkel Nógrád vármegye területén telepedett le.

## Történetük

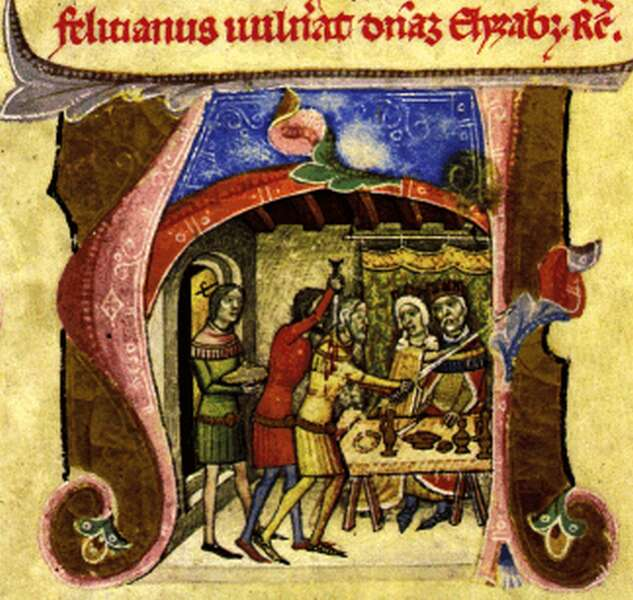

A Záhok előkelő és régi nemzetség voltak. Nem egy közülük országos főméltóságot viselt: Bors fia Miklós (1221–1233) mint nádor és sopronmegyei főispán, Albős fia Konrád (1240–1269) mint a királyasszony főpincemestere és győri vármegye ispán, Jób (1252–1279) mint pécsi püspök és Mosonmegye ispánja fordul elő. Ezen Jób a Záh nemzetségbeli Záh fia Feliciánnak volt a nagybátyja. A nemzetség két főágra szakadt; az egyik főleg Nógrádban volt birtokos, a másik a Dunántúlon, Tolnában, Somogyban, Baranyában. A híres Záh Felicián a nógrádi ághoz tartozott, és mivel Nógrád nagy része Csák Mátéval tartott, őt is a volt nádor táborában találjuk, ahol előkelő állást foglalt el.

## Záh Felicián

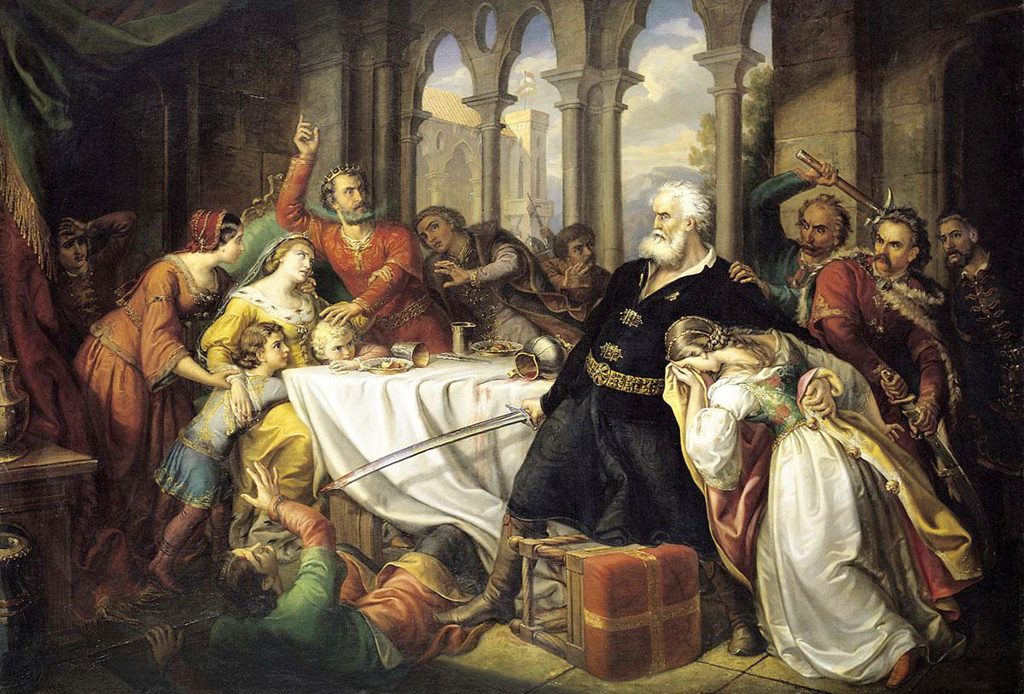
Orlai Petrich Soma: Zách Felicián (1860)

Felicián, korának neveltje, vitéz, büszke és heves férfiú volt; csakhogy vitézsége – ezt a durva pártviszályok idejében nem lehetett csodálni – nem egyszer az embertelenségig süllyedt, büszkesége pedig a féktelen dölyfösségig, hevessége szinte az őrjöngésig ragadta. Mikor Csák Máté hadnagyait az esztergomi érsek javai ellen küldte, Felicián, ki Szerdahelyt templomostul porrá égette, valószinűleg Záhunk; ugyanő, ki Károly király hívását kevélyen elutasította. Utóbb mégis áttért; és a király megbecsülte új hívét, ki viszont az ura kedvében járt. A király szabad járást engedett neki palotájában, hol leánya, Klára a királyné oldalán, mint ennek kedves udvari hölgye szolgált.
A szörnyű merényletet, mely az ő szerencsétlen nevéhez fűződik, legrégibb és leghitelesebb kútfőink így adják elő: 1330. év április hó 17-én délben Károly király, Erzsébet királyné és két kis gyermekük, a négyéves Lajos és hároméves Endre hercegek nevelőikkel: Gyulafia Knézicsi Miklóssal a Tapolcsányiak ősével és Druget János nádor fia Miklóssal, a későbbi országbíróval ebédnél ültek a visegrád-váraljai királyi palotájukban. A királyné főétekfogója, Szécsenyi Tamás fia Miklós, köznéven Kónya mester távollétében, annak helyettese, a későbbi Zemplén vármegyével egyesült Patak megyei Sándor fia János, az Abáktól származott Méhi család alapítója, egy jó indulatú ifjú volt a felügyelő. Ebéd közben belopódzott az étkezőbe a már koros és őszbe csavarodott Felicián, és egy óvatlan percben, kirántván élesre csiszolt kardját, mintha veszett volna, dühösen a király fejének sújtott. A király védelmére fölemelte ugyan jobb karját, ez erősen meg is sérült, de a súlyos csapást nem bírta fejéről elhárítani, mely valószínűleg kettéhasította volna koponyáját, ha a királyné jobb kezét fejére nem tette volna. Így a kard a királyné keze fejét érte és annak négy ujját levágta, úgy hogy azok (csak hüvelykujja maradt meg) egyből lehullottak.

## Megtorlás

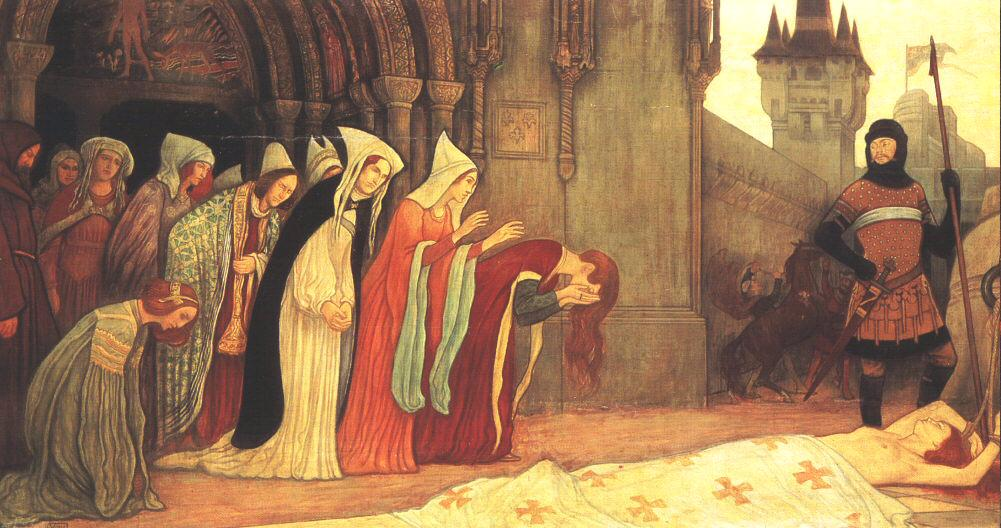
Körösfői-Kriesch Aladár: Zách Klára története (1911)

Sándor fia János, az étekfogó rárohant a vérengzőre és két kézre fogott tőrével a nyaka és jobb válla közt mély szúrást ejtett rajta, mellyel egyúttal a földre is rántotta; a zajra beszaladt fegyveresek pedig összekaszabolták, úgy hogy emberi alakja nem maradt. Fejét aztán Budára, kezeit, lábait más-más városba küldték, hogy rettentő például a városkapukra szögezzék. Felicián hasonló növendék fia és egyik hű szolgája, kik a királyi palota körül settenkedtek, hogy, ha a merénylet sikerül, szükség esetén segíthessenek, ha nem sikerülne, gyors paripáikon menekülhessenek, nem kerülhették el végzetüket. Elfogták és lófarkon végig hurcolták őket az utcák kövezetén, míg minden húsuk lehullott, melyet az ebek faltak föl. Klárát, ezt a „gyönyörű szűzet” is erőszakkal kivonszolták a királyi udvarból, leszelték orrát és ajkait, hogy minden foga kifehérlett, levágták négy-négy újját mindegyik kezén, hogy csak két hüvelykujj maradt meg, a nyomorult, félig holt teremtést egy gebére ültették, városról-városra cipelték, és arra kényszerítették, hogy kiáltsa: „Igy jár, ki hűtlen királyához!” Felicián idősebb leányának pedig, Sebe asszonynak, Palásti Kopaj, a Bors ispán fia feleségének, Becsei Imre lévai várnagy vétette fejét, míg férje három testvérével együtt fölakasztatott, mert mind a négyen a király vérének Záh Felicián által történt ontásában és a királyné kezének csonkításában részeseknek találtattak, ezen felül nyilvános latorság bűnében elmarasztaltattak. Gyermekeiket a keresztes vitézek irgalomból mentették meg, egy tengeri szigetre vitték őket, hogy soha többé ne lássák hazájukat.
Hazai egykorú hiteles kútfőink egy szót sem említenek arról, mintha a merényletnek oka Klára gyalázatában volna keresendő, bár ez ennek ellenkezőjét sem zárja ki.

## Emlékezetük
Noha a korabeli értekezések arról szólnak, hogy a Záh nemzetséget az utolsó szálig kiirtották, a nemzetség leszármazottai mégis feltűnnek egészen a 18. század közepéig a Záh nembeli Marczaly család tagjaiként, akik továbbra is Magyarország legjelentősebb főnemesi családja voltak.
A Záh-nemzetség geregei ágából származhatnak a Póka család tagjai is. Záh Felicián 1330-as merénylete után a még életben maradt Záh nembeliek igyekeztek származásukat eltitkolni. Adott a feltételezés, hogy a geregei ágból származó Pókák elhagyták nevük után a „de genere Zaah” jelzőt.